# Mahafalynatter
Die Mahafalynatter (Mimophis mahfalensis) ist eine zur Familie Psammophiidae gehörende Schlange und gehört zur Gattung Mimophis. Sie ist nur auf Madagaskar verbreitet und hier vor allem an die Trockengebiete angepasst.

## Merkmale
Die Mahafalynatter erreicht eine Körperlänge von durchschnittlich 65 Zentimetern, kann aber bis zu 75 Zentimeter lang werden. Sie ist in ihrer Färbung sehr variabel und meistens dem örtlichen Untergrund angepasst. Die Grundfärbung variiert von graubraun bis rehbraun, die Zeichnung ist geschlechtsspezifisch ausgeprägt. Dabei sind die Weibchen meistens einheitlich braun ohne auffällige Rückenzeichnung, während die Männchen eine auffällige dunkelbraune Kopfzeichnung in Form zweier flammenartiger breiter Linien besitzen, die hinter dem Nacken in ein breites Zickzackband übergehen. Dieses zieht sich über den gesamten Körper bis zum Schwanz. Die Unterseite ist schachbrettartig rotbraun gefärbt, das Anale ist geteilt.
Der Kopf ist deutlich von Körper abgesetzt und sehr schmal. Die Augen sind mittelgroß und die Pupillen rund. Sie sind durch große Überaugenschilde (Supraocularia) überdeckt und damit vor mechanischen Einflüssen (z. B. Sandeinstreuung) geschützt.

## Verbreitung und Lebensraum
Das Verbreitungsgebiet der Mahafalynatter ist auf Madagaskar beschränkt. Dabei ist sie sowohl in den Dornbusch- und Grassavannen des Südens anzutreffen, während in den Trockenwäldern des Westens der Insel die Art Mimophis occultus vorkommt.

## Lebensweise

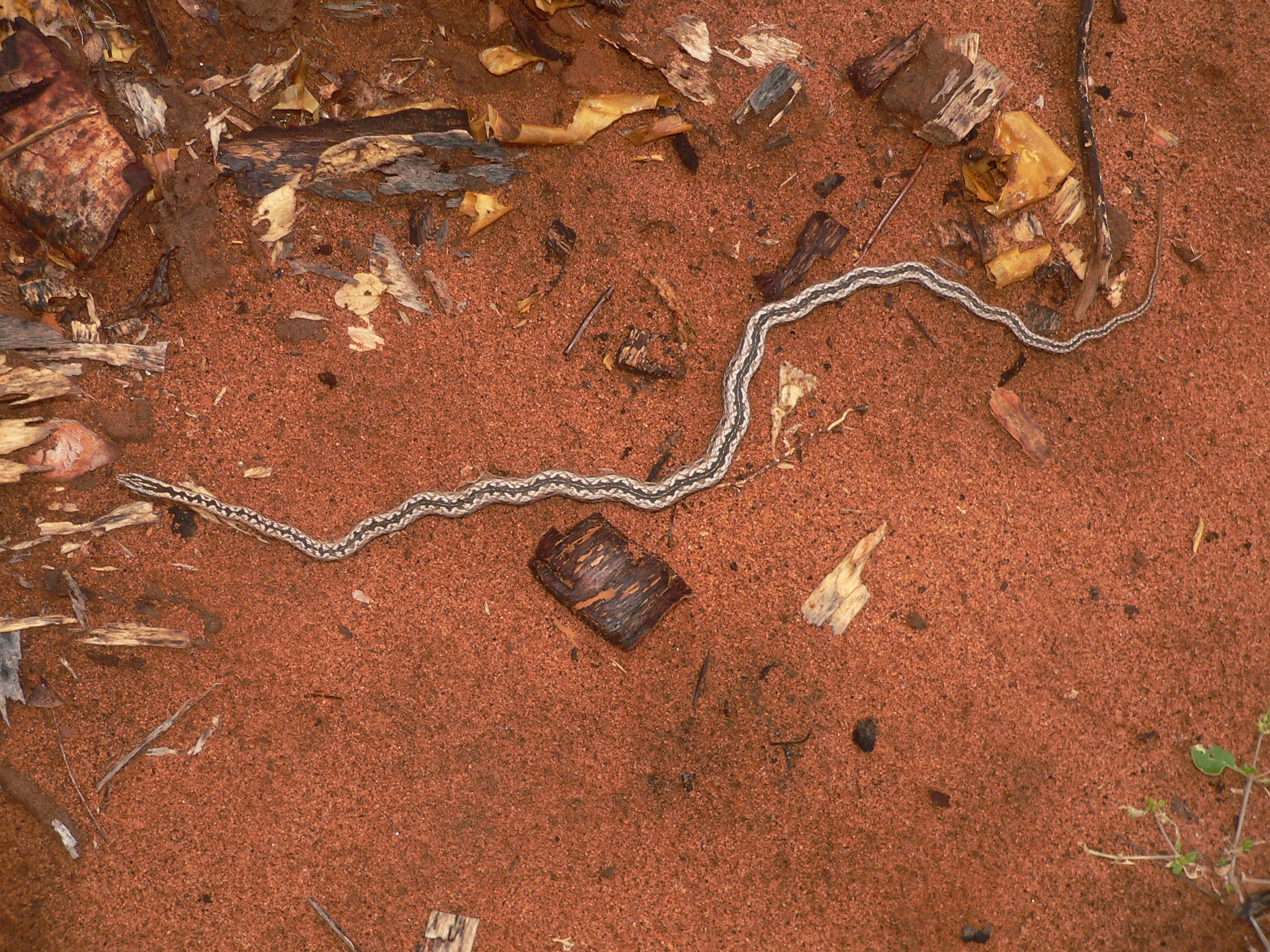
Mahafalynatter (Mimophis mahfalensis)

Die Mahafalynatter ist eine tagaktive Bodenschlange und selbst während der heißen Mittagszeit auf Nahrungssuche. Dabei sucht und jagt sie aktiv, indem sie potentielle Verstecke ihrer Beutetiere aufstöbert. Sie ernährt sich vor allem von Eidechsen und Kleinsäugern.

## Schlangengift
Wie die meisten anderen natternähnlichen Schlangen Madagaskars ist auch die Mahafalynatter giftig. Sie besitzt Giftzähne mit einer Furche (ophistoglyphe Giftzähne) im hinteren Bereich des Oberkiefers. Das Gift tötet die Beutetiere relativ schnell, Bissunfälle bei Menschen sind allerdings nicht bekannt.

## Systematik
Die Mahafalynatter gehört zusammen mit der Art Mimophis occultus zur Gattung Mimophis, über die Anerkennung der bisher als Unterart gewerteten Mimophis mahfalensis madagascariensis als weitere eigene Art herrscht Uneinigkeit. Die beiden Arten der Gattung Mimophis werden als einzige auf Madagaskar heimische Schlangenarten in die Verwandtschaft der afrikanischen Sandrennnattern (Psammophis) und somit in die Familie der Psammophiidae gestellt, wodurch die Hypothese einer mehrfach erfolgten Besiedelung Madagaskars durch natternähnliche Schlangen unterstützt und erhärtet wird.